# Fred West
Frederick Walter Stephen West (29 de septiembre de 1941-1 de enero de 1995) fue un asesino en serie británico. Entre 1967 y 1987, él y su esposa Rosemary, violaron, torturaron y asesinaron a al menos 12 mujeres jóvenes, casi todas en la casa de ellos en Gloucester, Inglaterra.
Casi todas esas mujeres eran chicas que pedían hospedaje o simplemente niñeras que se ofrecían a cuidar a sus hijas. Además, la pareja secuestraba mujeres en las paradas de autobuses. Las víctimas de los West casi nunca eran reportadas como desaparecidas debido a que en su mayoría habían huido de casa. El reinado de terror de los West llegó a su fin después de que ellos asesinaran a su propia hija, Heather.
Fred West se ahorcó en su celda de la prisión de Winson Green mientras esperaba el juicio por varios asesinatos.

## Biografía

### Primeros años
Fred West nació en Much Marcle, (Herefordshire, Inglaterra), hijo de Walter Stephen West (1914-1992) y de Daisy Hannah Hill (1922-1968), una familia pobre de trabajadores agrícolas. Según él, creció pensando que el incesto era una práctica normal debido a los abusos sexuales a los que su padre sometía a sus hermanas, diciéndoles "yo te hice, puedo hacer lo que quiera contigo". Además, afirmó haber sido abusado sexualmente por su madre a partir de los 12 años. El hermano menor de Fred, Doug, negó todas estas declaraciones, además de que Fred fue catalogado como un mentiroso patológico.
Como adolescente, Fred se dedicó al hurto, cometiendo delitos menores. En esos años, dejó la casa de sus padres y se fue a vivir con una tía a unos kilómetros de allí, a Gloucester (Gloucestershire). En abril de 1961, le impusieron una multa por robo en Hereford y de nuevo en octubre de ese mismo año, en Newent, una ciudad cerca de Gloucester.
Durante este período, Fred West trabajaba como conductor de una furgoneta que vendía helados. El 4 de noviembre de 1965, Fred mató accidentalmente a un niño de 4 años de edad con esa misma furgoneta.

### Matrimonio con Rosemary Letts
Con 20 años, Fred West fue encarcelado por abusar de un niño y por un robo. En noviembre de 1962, Fred se casó con su novia, Rena Costello, quien estaba embarazada de un conductor de autobús asiático. Esa niña, Charmaine, nació en 1963 y un año después, Rena tuvo otra hija llamada Anne-Marie. Estando aún con Rena Costello, Fred conoció a su segunda esposa, Rosemary "Rose" Letts el 29 de noviembre de 1968 cuando ella cumplía 15 años. En 1970, Rose, de 16 años, y Fred, de 29, tuvieron una hija, Heather. Fred West fue encarcelado por esos tiempos y pasó la Navidad de 1970 tras las rejas. Después del nacimiento de Heather, Rose asesinó a la hija de Rena Costello, Charmaine, y Fred asesinó a la propia Rena. En enero de 1972, Fred y Rose se casaron y en junio de ese año, nació Mae.
Durante los años que Fred y Rose estuvieron juntos, varias jóvenes fueron asesinadas, desmembradas y enterradas en la propiedad de los West. La única víctima conocida de los West después de 1979 fue la propia Heather West, primera hija del matrimonio, la cual fue asesinada en junio de 1987 cuando tenía 16 años.

### Investigación, arresto y muerte
En mayo de 1992, Fred West violó a una de sus hijas, que por aquel entonces tenía 13 años, en su casa de Cromwell Street y grabó la escena para luego repetir el acto dos veces más. La joven les contó esto a sus hermanos y hermanas, además de a sus compañeros de instituto. Finalmente, el 6 de agosto de 1992 la policía decidió investigar la vida de los West. Al investigar en su casa, los West fueron arrestados y se presentaron cargos por 12 asesinatos y violaciones en contra de Fred. A Rosemary Letts se le acusó de ser cómplice de su marido, además de crueldad con sus hijas e hijos. A partir de entonces, los hijos (menores de edad) del matrimonio fueron enviados a hogares tutelares.
El caso de la violación de su propia hija se desplomó cuando los dos testigos principales de la acusación, entre ellos, la propia hija de los West, decidieron no declarar ante la corte el 7 de junio de 1993. En febrero de 1994 la policía consiguió una orden para excavar en el jardín de la casa de los West en busca del cuerpo de Heather, quien había sido denunciada como desaparecida por los propios West. Finalmente el 25 de febrero de 1994 la policía comenzó a excavar el jardín.
Después del arresto de Fred, la policía encontró huesos humanos en la casa. Más tarde, Fred confesaría el asesinato de su hija para luego retractarse y, de nuevo, volver a confesarlo sin acusar a su esposa Rose. Rosemary no fue arrestada hasta abril de 1994. Inicialmente fue acusada de abusos sexuales, pero más tarde también lo fue de asesinato. Más cuerpos fueron descubiertos y el 4 de marzo de 1994, Fred West confesó nueve asesinatos más. Uno de ellos fue el asesinato de su primera esposa, Ann McFall.
Fred y Rose fueron llevados a juicio en una corte de magistrado en Gloucester el 30 de junio de 1994. Fred fue acusado de 11 muertes y Rosemary de 10. Inmediatamente después, Fred fue re-arrestado en sospecha de otro asesinato cuando se descubrió el cuerpo de su primera esposa, Ann McFall, el 7 de junio de 1994. En el atardecer del 3 de julio de 1994, Fred fue acusado oficialmente de la muerte de esta mujer. La mañana siguiente, Fred fue llevado nuevamente a la prisión de Winson Green en Birmingham donde había estado confinado varias semanas antes de la audiencia.
El 1 de enero de 1995, Fred West se ahorcó en su celda de la prisión de Winson Green. En la parte inferior de la nota de suicidio encontrada en su celda había un dibujo de una lápida, dentro del cual estaba escrito: "Con amorosa memoria. Fred West. Rose West. Descansa en paz donde no cae la sombra. En perfecta paz él espera a Rose, su esposa."
. A su funeral, llevado a cabo el 29 de marzo de 1995 en la ciudad de Coventry, solo asistieron tres de sus hijos. Fred West fue incinerado.
La evidencia contra Rose fue circunstancial debido a que ella, a diferencia de Fred, no confesó ningún crimen. Fue juzgada en octubre de 1995 y condenada a cadena perpetua en la ciudad de Winchester por 10 asesinatos. El juez que la sentenció recomendó que Rose nunca fuera liberada. 18 meses después, el ministro de Interior Jack Straw coincidió con esta recomendación y sentenció a Rosemary West a morir en prisión.
Aun así, en noviembre de 2002 un juez supremo dijo que Rosemary podría ser liberada en 2019, cuando tuviera 66 años, aunque esto no sucedió. De hecho, ese mismo año se vieron obligados a trasladarla de prisión debido a que otra reclusa prometió asesinarla.
En octubre de 1996 la casa de los West, en el número 25 de Cromwell Street junto con la casa 23 de esa misma calle, fueron demolidas y el lugar se convirtió en un camino. Además, cada ladrillo de las casas fue aplastado y cada madera de las casas fue quemada para que ningún cazador de recuerdos cogiera un 'suvenir'.